# Epiphragma subvicinum
Epiphragma subvicinum är en tvåvingeart som beskrevs av Alexander 1966. Epiphragma subvicinum ingår i släktet Epiphragma och familjen småharkrankar. Inga underarter finns listade i Catalogue of Life.